# Меннелл, Филип
Фи́лип Дирман Менне́лл (традиционно Фи́липп, англ. Philip Dearman Mennell, 10 марта 1851, Ньюкасл-апон-Тайн, Тайн-энд-Уир, Англия, Британская империя — 19 октября 1905, Лондон, Мидлсекс, Англия, Британская империя) — английский писатель-биограф и издатель. В первую очередь известен как автор «Австралазийского биографического словаря». Член Королевского географического общества.

## Ранние годы
Филип Меннелл родился 10 марта 1851 года в городе Ньюкасл-апон-Тайн в Англии в семье Джорджа Меннелла и его жены Ханны, урождённой Тюк. Его дедом был филантроп и квакер Самуэль Тюк. По вероисповеданию Филип был католиком.
Меннелл получил домашнее образование, после чего закончил юридический факультет, а затем начал писать книги. Его первой работой стала биография английского лорда Джона Меннерса, 7-го герцога Ратленда. Помимо этого он продолжил обучение, получив высшее образование в области права, и в 1875 году стал солиситором. Однако от данной профессии он достаточно быстро отказался и переехал в Австралию, обосновавшись в Мельбурне. Он был мигрантом среднего класса со скудным капиталом, но желанием зарабатывать.

## Журналистская и писательская деятельность

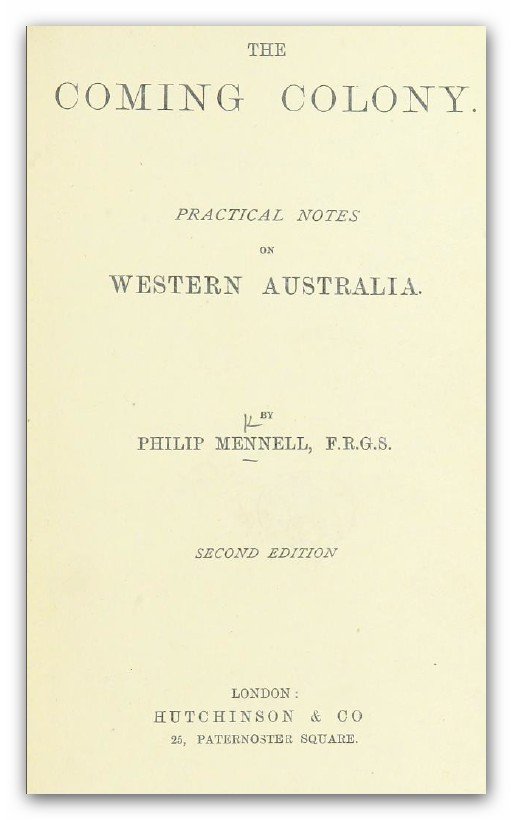
Форзац второго издания книги The Coming Colony

Из Мельбурна вскоре после прибытия Филип перебрался в город Бэрнсдейл в том же штате Виктория. В мае 1877 года он стал одним из издателей, а позже, в 1879 году — совладельцем The Advertiser (дословно — «Рекламщик»). Тогда же он женился на ирландке Эллен Элизабет О’Мирра, в браке с которой имел четырёх детей — двух сыновей и двух дочерей. Как Филип писал в книге Traits of the township (с англ. — «Особенности города»), Бэрнсдейл вызвал у него смешанные чувства. В те годы Мэннел был знаком с библиографом и писателем Джорджем Диком Мёдделом, который описывает его как лучшего из знакомых ему людей, который имел множество полезных связей в Лондоне.
Филип сам руководил изданием до 1882 года. В апреле этого года у него появился партнёр, и Филип отправивился обратно в Мельбурн. После он продал оставшуюся часть газеты и стал исполнять обязанности главного редактора газеты The Age. После этого Меннелл всё же продал свою долю в The Advertiser и перебрался в Лондон, представляя там The Age.
После отъезда Меннелл не посещал «зелёный континент» до 1891 года, пока не прибыл туда как специальный корреспондент газеты Daily Chronicle. Сборник его статей «о скрытых ресурсах Западной Австралии» был издан под названием The Coming Colony в 1892 году лондонским издательством Hutchinson & Co, он был охарактеризован в «The Oxford Companion to Australian Literature» как подробный путеводитель. В том же году Меннелл под эгидой этого же издательства выпустил свою самую важную и объёмную работу — Австралазийский биографический словарь. Это биографический словарь-справочник на 542 страницы, включающий в себя почти 2000 статей о важных для истории Австралии людях, умерших после 1855 года или живших на момент опубликования работы. На его написание Филип потратил около 18 месяцев кропотливой работы. В ходе неё он консультировался с историками, государственными служащими, журналистами и издателями. Свою посильную помощь Меннеллу оказали и другие известные биографы его времени, в том числе Александер Сазерленд. Наряду с работой «Australian dictionary of dates and men of the time» биографа Джона Хитона, выпущенной в 1879 году, этот словарь содержал в себе биографии не только австралийских, но и новозеландских деятелей, показывая господствующую в то время позицию о неразделимости Австралазии. Данная работа Меннела признаётся достаточно авторитетным источником информации, на который ссылаются в научных работах.
По мнению Билла Тревена, автора статьи о Меннелле в Австралийском биографическом словаре, Филип смог этой работой угодить всем читателям и достиг идеального баланса между подробностью, интересной местной аудитории, и достаточной сжатостью для того, чтобы заинтересовать английскую. Автор Словаря австралийской биографии Персивал Серл писал, что работа Меннелла, пускай и не лишена ошибок, но имеет много достоинств и является в целом достоверным источником информации. При этом он раскритиковал работу за то, что она содержит данные только о людях, живших после 1865 года, не рассказывая о многих важных для истории континента личностях, что жили до этого.

## Последние годы жизни и смерть
С декабря 1892, после публикации биографического словаря и вплоть до последних своих дней Меннелл был совладельцем издания British Australasian and New Zealand Mail и работал его шеф-редактором. Он активно поддерживал процесс федерализации Австралии, пытаясь рассказать новое британцам об этой территории. В 1894 году Филип выступил главным редактором книги об австралийском банковском кризисе 1893 года. В 1895 году он снова побывал в Австралии, но уже как журналист старейшего журнала Великобритании The Times, ещё раз в 1900 от имени The Morning Post. Каждый раз по прибытии он направлялся в Западную Австралию, где, видимо, имел свои бизнес-интересы. В этой колонии он стал членом клуба в городе Кулгарди.
В Лондоне Меннелл стал членом Королевского географического общества. Он продолжал работать во благо Австралии и после объединения колоний. Спустя несколько лет, 19 октября 1905 года он скончался в лондонском районе Бейсуотер от рака и был похоронен на кладбище Кенсал-Грин.